# Грб Науруа
Грб Науруа је званични хералдички симбол пацифичке државе Републике Науру. Грб је настао у време проглашења независности 1968. године, а у званичној употреби се налази од почетка `70 година XX века.
Сачињава га штит издељен на три дела, оивичен палминим конопцима са дванаестокраком сребрном звездом и натписом Naoero изнад и државним мотоом God`s Will First (Божија воља прво) испод штита.

## Изглед грба
Сам штит је подељен на три дела, један горе и два доле. У горњем делу се налази сребрни симбол за фосфор(грчки крст над једнакостраничним троуглом) на златно тканој подлози. У доњем левом делу се налази тамноплава птица Фрегата (лат. Fregata) на сталку која гледа налево на сребрној позадини преко које се у доњем делу налазе светлоплаве таласасте линије. У доњем десном делу се налази грана са цветовима калофилума(лат. Calophyllum) на светлоплавој позадини.
Штит је уоквирен конопцима са палминим гранама, перјем Фрегата птице и ајкулиним зубима који су уобичајени реквизити локалних племенских поглавица приликом извођења ритуала.
Над штитом се налази дванаестокрака сребрна звезда која се појављује и на застави Науруа изнад које се налази натпис Naoero како се република назива на науруанском, док се испод штита налази исписан државни мото God`s Will First.

## Симболика грба
Сребрни симбол за фосфор представља фосфате којима је острво богато и који су главни извор његовог богатства, док златно ткање у позадини симболизује народ Науруа. Фрегата птица представља острвску фауну, плави таласи Тихи океан који га окружује, а грана калофилума острвску флору.
Дванаестокрака сребрна звезда симболизује само острво, њени краци дванаест аутохтоних племена која су на њему живела, док сребрна боја представља фосфате који су донели богатство острву.